# Myotis brandtii
Myotis brandti là một loài động vật có vú trong họ Dơi muỗi, bộ Dơi. Loài này được Eversmann mô tả năm 1845.

## Hình ảnh

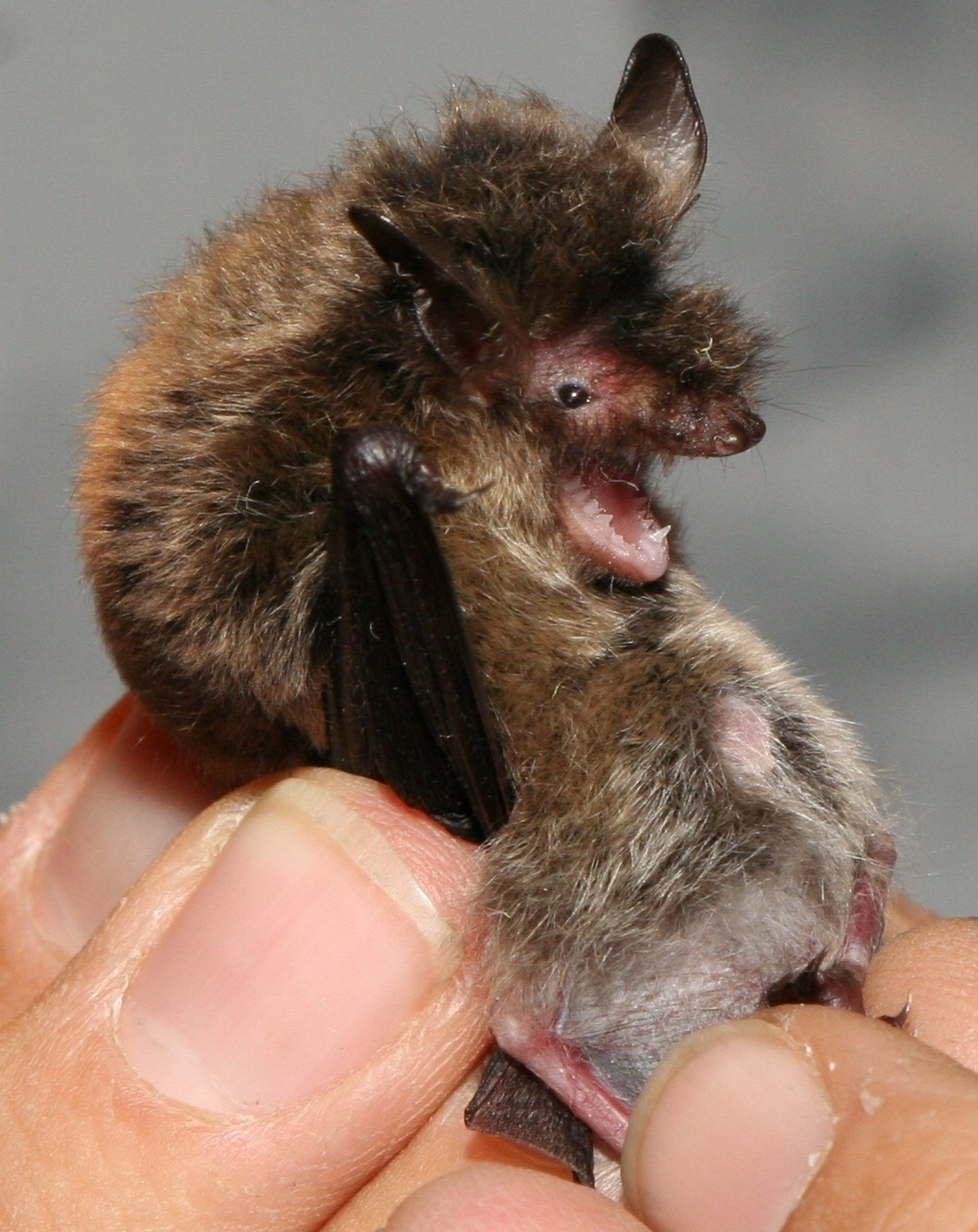